# 樋口宏澄
樋口 宏澄（ひぐち ひろすみ、1977年10月28日 - ）は、日本の男性声優。
アセンブルハート所属。静岡県出身。プロ・フィット声優養成所第1期卒。以前はプロ・フィットに所属していた。

## 出演

### テレビアニメ
2004年
- 巌窟王（人々）
- 砂ぼうず（商人）
- BLEACH（死神そ、死神ね、街の人〈弐〉、死神な）

2005年
- AIR（神社の管理人 #4）
- GIRLSブラボー second season（イベントスタッフ、救護班2）
- ふしぎ星の☆ふたご姫（キャプテン）

2006年
- バーテンダー（客B）

2007年
- がくえんゆーとぴあ まなびストレート!（小笠原先生）

2013年
- 世界でいちばん強くなりたい!（観客）

2014年
- ソードアート・オンラインII（索敵係）
- 六畳間の侵略者!?（悪霊）

### OVA
- 海底ミカンの皮マイル（2009年、パパ）

### ゲーム
- Summer Days（2006年、間瞬）
- ファイナルファンタジーXII（2006年、帝国兵）
- SDガンダム GGENERATION SPIRITS（2007年）
- 神代學園幻光録 クル・ヌ・ギ・ア（2008年、ファウスト）
- レッドストーン2（アスーの風拳 ハリッカー、炎獄のヴァルタザル 他）

### ドラマCD
- GP学園情報処理部 （他校生）
- 少年陰陽師 風音編第一巻 （舎人）
- 猫かぶりの君 （オカマ）

### ラジオドラマ
- VOMIC 魔神のガルド!（ナレーション）

### ボイスオーバー
- Dr.コパの大開運風水術 in カナダ　（ポール、ロベルト）